# Canabdal
Canabdal ist ein Dorf im Landkreis Şarkışla der türkischen Provinz Sivas. Canabdal liegt etwa 133 km südwestlich der Provinzhauptstadt Sivas und 42 km nördlich von Şarkışla. Canabdal hatte laut der letzten Volkszählung 41 Einwohner (Stand Ende Dezember 2010). Die Bevölkerung besteht hauptsächlich aus Tschetschenen.